# Uškujniki
Uškujniki  (rusko ушкуйники, uškujniki) ali ruski pirati so bili svobodno in demokratično ljudstvo v zgodnji ruski državi. Po poreklu so bili iz severnih predelov Rusije, srednjeveškega Novgoroda, sestavljeni med drugim iz slovanskih ljudstev (Ilmenski Slovani ali Novgorodski Sloveni). Domneva se, da so imeli poznovikinški način življenja, vojskovanja, ubijanja in ropanja.  Uškujniki so bili razširjeni po velikem delu   ruskega severa.

## Ime
Izvor naziva uškujnik ni znan. Beseda uškuj zelo verjetno izvira iz imena reke Oskuje v Rusiji. Beseda je morda povezana tudi z ruskima besedama узко (uzko) in узкий (uzkij), množina  узкие (uzkije), ki pomenita tesno ali ozko. Razen tega so se srednjeveške finske ladje s ploskim dnom imenovale uisk (dobesedno  kača). V vzhodnoslovanskih jezikih lahko beseda уж (už) pomeni tudi vrsto kače. Nordijci so običajno pluli na ozkih dolgih ladjah, imenovanih drakar, ki se iz stare norveščine lahko prevede tudi kot kača.  Ti prevodi in besedne povezave kažejo na tesne povezave severne Evrope in Skandinavije. Ladje so se zlahka prenašale po kopnem, pogosto po kačasto zavitih poteh.

## Zgodovina
Znano je, da so Novgoroci  v 10. stoletju sodelovali v pohodu na  Carigrad (Konstantinopel) in da so v 12. stoletju organizirali plenilske pohode na Finsko, vendar so kot uškujniki v zgodovinskih virih prvič omenjeni šele v 1320. letih.  Organizirani so bili v eskadrone, ki so lahko šteli tudi nekaj tisoč mož, in uživali podporo vplivnih bojarskih družin iz Novgoroda. Slednji so jih izkoriščali za razkazovanje novgorodske vojaške moči, trgovanje in širjenje vpliva ob Volgi in v ruskih regijah ob njej.
Med slavnim pohodom leta 1360 so uškujniki odpluli iz Novgoroda in s prenašanjem ladij prišli do Volge. Pod poveljstvom bojarja Anfala Nikitina so osvojili Žukotin, trgovsko postajo v Volški Bolgariji. Kan Zlate horde, ki je imel oblast v Žukotinu, je bil zato ogorčen in je ukazal moskovskemu knezu Dimitirju Konstantinoviču,  naj polovi uškujnike in jih pripelje v Hordo na sojenje. Dimitrijev kazenski pohod proti njim je propadel. 
Leta 1363 so se pirati prvič odpravili na pohod ob reki Ob v zahodni Sibiriji. Tri leta kasneje so brez posveta z nadrejenimi v Novgorodu prišli v  Nižni Novgorod in se za Dimitrijev kazenski pohod maščevali s pobojem tamkajšnjih armenskih in tatarskih trgovcev. Pokol je povzročil diplomatski spor, v katerem je Dimitrij zahteval opravičilo Novgorodske republike.
Leta 1371 so uškujniki izropali Jaroslavelj, Kostromo in druga mesta v gornjem toku Volge. Tri leta kasneje so z več kot devetdeset ladjami izropali Vjaško regijo.  Leta 1375 so porazili kostromsko milico in  mesto  do tal požgali. Uničenje je bilo tako resno, da so Kostromo zgradili na drugem mestu. Za Kostromo so izropali Nižnji Novgorod in odpluli po Volgi navzdol do Astrahana, kjer jih je uničila tatarska vojska.
Do leta 1391 so se uškujniki opomogli in se počutili dovolj močne za nadaljevanje svoje dejavnosti. V tem obdobju sta bila med njihovimi pokrovitelji tudi  veliki litovski knez Narimunt Gleb in starodubski knez Patrikas.  Leta 1391 so pirati izropali Žukotin in Kazan. Z naraščanjem moči Moskovske velike kneževine je pritisk na Novgorodsko republiko zrasel do te mere, da je v prvih desetletjih 15 stoletja zatrla piratstvo uškujnikov.